# Catonidia constricta
Catonidia constricta är en insektsart som först beskrevs av Chen, Yang och Wilson 1989.  Catonidia constricta ingår i släktet Catonidia och familjen vedstritar.
Artens utbredningsområde är Senegal. Inga underarter finns listade i Catalogue of Life.